# Mairead McGuinness
Mairead McGuinness (Drogheda, 13 juni 1959) is een Iers politica namens Fine Gael.
McGuinness studeerde landbouweconomie aan het University College Dublin. Daarna volgde zij opleidingen op financieel gebied. Zij was werkzaam bij de Ierse televisie als researcher en presentator, en bij Ierse kranten als landbouwjournalist.
Bij de verkiezingen in 2004 werd McGuinness gekozen als lid van het Europees Parlement. In 2007 was zij kandidaat bij de verkiezingen voor het Ierse Parlement, waarbij zij niet gekozen werd.
Bij de verkiezingen in 2009 werd McGuinness herkozen in het Europees Parlement. In 2011 was zij kandidaat voor de nominatie namens Fine Gael voor de Ierse presidentsverkiezingen, maar zij werd niet genomineerd.
Bij de verkiezingen in 2014 werd McGuinness herkozen in het Europees Parlement. Zij werd vervolgens door het parlement gekozen als een van de vicevoorzitters.
Bij de verkiezingen in 2019 werd McGuinness herkozen in het Europees Parlement. Zij werd ook door het parlement herkozen in de functie van vicevoorzitter.
In september 2020 werd McGuinness door de Ierse regering voorgedragen als een van de twee kandidaten namens Ierland voor vervulling van de vacature in de Europese Commissie die ontstaan was na het aftreden van Phil Hogan als Europees commissaris. Nadat goedkeuring van het Europees Parlement was verkregen werd zij op 12 oktober 2020 benoemd als lid van de commissie-Von der Leyen. Zij kreeg de portefeuille Financiële Diensten, Financiële Stabiliteit en Kapitaalmarktenunie toegewezen.
Josep Borrell · 
Thierry Breton (tot 16 september 2024) · 
Helena Dalli · 
Valdis Dombrovskis · 
Elisa Ferreira · 
Marija Gabriel (tot 15 mei 2023) · 
Paolo Gentiloni ·  
Johannes Hahn · 
Iliana Ivanova (vanaf 19 september 2023) · 
Ylva Johansson · 
Věra Jourová · 
Wopke Hoekstra (vanaf 5 oktober 2023) · 
Phil Hogan (tot 26 augustus 2020) · 
Stella Kyriakidou · 
Janez Lenarčič · 
Ursula von der Leyen · 
Mairead McGuinness (vanaf 12 oktober 2020) · 
Didier Reynders · 
Margarítis Schinás · 
Nicolas Schmit · 
Maroš Šefčovič · 
Kadri Simson · 
Virginijus Sinkevičius · 
Dubravka Šuica · 
Frans Timmermans (tot 22 augustus 2023) ·   
Jutta Urpilainen · 
Adina-Ioana Vălean · 
Olivér Várhelyi · 
Margrethe Vestager · 
Janusz Wojciechowski